# Пороховая слобода
Пороховая  слобода (Пороховская, Порохозаводская, тат. Дары бистәсе, Darı  bistäse) — историческая местность в Кировском и Московском районах Казани.

## Название
Слобода получила своё название  по заводу, вокруг которого начала формироваться. На татарском языке слобода имела много различных названий: Дары бистәсе, Пурхавай бистәсе или Баруд бистәсе (от араб. بارود‎ — порох). Иногда вместо слова бистә употреблялось адаптированное русское заимствование ыслабада (اصلابادا): Пурхавай ыслабада.

## История
Слобода возникла вокруг  Казанского порохового завода возникшего в конце  XVIII века, и состояла из двух частей: «ближняя», находившаяся  восточнее завода и примыкавшая к Ягодной слободе  с севера, и «дальняя», находившаяся северо-западнее завода на Царёвококшайском тракте. К началу третьей четверти XIX века в слободе насчитывалось 685 дворов; таким образом, Пороховая слобода была  крупнейшим населённым пунктом в окрестностях Казани.
В конце XIX — начале XX века земли к северу от Казани начали сдаваться под застройку; севернее слободы возникла так называемая «Новая стройка Пороховой слободы», которая вскоре слилась со слободой.
В начале XX века в Пороховой слободе проживало свыше 13 тыс. человек, 2245 жилых строений (из  них 6 каменных), военный лазарет, церковь Николая Чудотворца, Первая и Вторая Пороховская мечети, 2 кладбища (православное и мусульманское) и кинематограф.
В августе 1917 года на пороховом заводе произошёл пожар, в результате которого пострадала и сама слобода. Постановлением Временного Правительства от 19 сентября того же года Пороховая слобода была присоединена к Казани.
В августе 1918 года Казань была взята частями Народной армии КомУча и чехословаками, однако вскоре красные перешли в контрнаступление и начали приближаться к Казани. 3 сентября рабочие слободы подняли восстание под руководством Романа Петрова. Восставшие планировали направиться в Адмиралтейскую слободу, завладеть там артиллерией и начать обстрел центра города, Дальнего Устья, и позиций белых у Красной Горки и озера Лебяжье, затем выйти к Аракчино и Дальнему Устью–Верхнему Услону, ударить в тыл частей Народной армии, и соединиться с частями «красных». Восстание было подавлено с применением артиллерии; лишь небольшие группы восставших смогли пробиться к частям 5-й красной армии. Пороховая слобода была взята красными 8 сентября, на 2 дня раньше центра Казани.
Во второй половине 1920-х годов Пороховая слобода, вместе с Удельной и Ивановской стройками была объединена в слободу Восстания. Тогда же, в конце 1920-х – начале 1930-х годов кварталы 16-24 слободы Восстания были отданы пороховому заводу под застройку четырёхэтажными каменными домами, однако этот план был реализован лишь в виде двух домов на Солнечной улице.
Первоначально слобода входила в состав Заречного района, но после выделения из его части Ленинского района её северная окраина вошла в его состав; граница районов проходила по улицам Бакалейная и Ташкентская и с тех пор менялась незначительно. В 1930-е годы был возведён дворец культуры имени 10-летия ТАССР и жилые дома по улицам 25 Октября, 1 Мая, Деловая, Димитрова и Степана Халтурина; северо-западнее слободы возник барачный посёлок имени Парижской коммуны. На 1943 год часть Пороховой слободы севернее улиц Краснококшайская, Болотникова, Солнечная, была почти полностью занята частным сектором.
В конце 1940-х — начале 1950-х годов на западной окраине слободы возник посёлок, застроенный малоэтажными многоквартирными домами (четыре «окольные» улицы, ныне соответственно Окольная, Самарская, Глазовская и Маршрутная). Ныне он также относится к Пороховой слободе.
В 1950 году была открыта троллейбусная линия, соединявшая слободу (остановка «Школа №1») с площадью Куйбышева; в том же десятилетии ещё две линии связали слободу (от остановки «Халтурина») с Караваево и аэропортом. Тогда же в слободе могла появиться и трамвайная линия: конечную остановку трамвая № 5 («Ягодная слобода – Компрессорный завод») планировалось через улицы Фрунзе и Кулахметова соединить с линией трамвайного маршрута № 10 («Площадь Восстания – Фабрика киноплёнки»), однако этого не произошло.
С конца 1950-х до начала 2000-х гг. район массово застраивался многоэтажными жилыми домами. Частный сектор сохранился на двух участках: в западной части квартала, ограниченного улицами Окольная, Сабан, Кулахметова и Фрунзе, и на участке, ограниченном улицами Ново-Светлая, Светлая, Репина и Лазарева с запада, севера и востока, и территорией Государственного научно-исследовательского института химических продуктов с юга.

## Население
| 1910   | 1917    | 1920  | 1923  | 1926  |
| ------ | ------- | ----- | ----- | ----- |
| 14 229 | ↘12 904 | ↘8981 | ↗9823 | ↘9572 |

### Национальный состав
|         | 1910          | 1920         | 1926         |
| ------- | ------------- | ------------ | ------------ |
| русские | 11843 (83,2%) | 6744 (71,2%) | 6434 (67,2%) |
| татары  | 2386 (16,8%)  | 2691 (28,4%) | 3072 (32,1%) |

## Примечательные объекты
- улица Деловая, 5 — дом Лукницкого и памятник организаторам вооружённого восстания в Заречье (снесены в 2011 году).
- улица Деловая, №№11, 13 — комплекс Делового двора (XIX век).
- улица 1 Мая, 14/1 — здание казарм, ныне управление Казанского порохового завода (середина XIX века).
- улица 1 Мая, 16 — деревянный дом (XIX век).[20]
- место дома по улице 1 Мая, 22 — церковь Николая Чудотворца (1849-1853 гг., снесена в 1929 году).[21]
- улица Лукницкого, 3 — здание офицерского собрания (конец XIX века).[22]
- улица Лукницкого, 5/1 — административное здание (конец XIX – начало XX века).[23]
- перекрёсток улиц 25 Октября, Степана Халтурина и Богатырёва ― юбилейная арка «Красные ворота» (арх. Иван Котелов, 1888 г.).[24]
- около дома по улице 25 Октября, дом 5 (слобода Восстания, барак 8) — дом, где размещался штаб Красной Гвардии Порохового завода (не сохранился).[25]
- улица 25 Октября, 5 — административное здание (конец XIX века – начало XX века).[26]
- улица 25 Октября, 7 ― административное здание (конец XIX века).
- улица Кулахметова, 16 ― дом, в котором жил и работал учителем с 1902 по 1912 год Гафур Кулахметов (не сохранился).[25]
- угол улиц Фрунзе и Кулахметова — Первая Пороховая мечеть (построена в середине XIX века, снесена в 1973 году).
- место дома по улице Сабан, 4 — Вторая Пороховая мечеть (1899 г., снесена в 1988 году).

## Известные жители
В Пороховой слободе в разное время проживали: исполняющий обязанности муфтия Оренбургского магометанского духовного собрания Абдулзапар Абдрахманов, историк и религиозный деятель Платон Заринский, купец Мухаммадзян Галеев и его сын, муфтий Центрального духовного управления мусульман Внутренней России и Сибири Галимжан Баруди, лётчик  Николай Столяров.